# Lijst van gouverneurs van Chhattisgarh
Dit is een lijst van gouverneurs van de Indiase deelstaat Chhattisgarh. De gouverneur is hoofd van de deelstaat en wordt voor een termijn van vijf jaar aangewezen door de president. De rol van de gouverneur is hoofdzakelijk ceremonieel en de echte uitvoerende macht ligt bij de ministerraad, met aan het hoofd de chief minister.
| #   | Naam                | Begin termijn    | Einde termijn    |
| --- | ------------------- | ---------------- | ---------------- |
| 1   | Dinesh Nandan Sahay | 1 november 2000  | 1 juni 2003      |
| 2   | Krishna Mohan Seth  | 2 juni 2003      | 24 januari 2007  |
| 3   | E. S. L. Narasimhan | 25 januari 2007  | 22 januari 2010  |
| 4   | Shekhar Dutt        | 23 januari 2010  | 19 juni 2014     |
| wnd | Ram Naresh Yadav    | 19 juni 2014     | 14 juli 2014     |
| 5   | Balram Das Tandon   | 18 juli 2014     | 14 augustus 2018 |
| wnd | Anandiben Patel     | 15 augustus 2018 | 28 juli 2019     |
| 6   | Anusuiya Uikey      | 29 juli 2019     | huidig           |